# Dance Flow
Dance Flow，是來自台灣的演唱團體，由台北市舞蹈教室的八名舞蹈教師組成的團體，成員為四男四女。於2008年參加電視公司舞蹈選秀節目《舞林大道》競賽而成名。

## 經歷
2009年由唱片公司「Avex」發掘為旗下藝人，2008年1月愛貝克思全面開始醞釀dance flow的出道準備，不但斥資百萬推出出道預告片以及首支舞蹈音樂錄影帶，並邀請到日本知名舞者Sam（丸山正溫/TRF）為首張專輯第一支主打歌《Come on! Come on!》編舞以及來台出席出道記者會以示支持。dance flow為台灣樂壇史上劃下人數眾多、有男有女、舞者出身等多項紀錄的團體，於2010年4月16日發行首張音樂專輯《df1》，正式出道。
2011年改成DF二代，成員為Iris、Takeshi、Lin、Air。2012年改成A4F（Asian 4 Front），成員為Minami（中國大陆人，之前與DF二代一起演出）、Takeshi、Lin、Air，發行《A4F》與《A4F World》兩張專輯。
成員Iris曾於2014年參加中國選秀節目中国梦之声 (第二季)。Takeshi擔任TPE48和AKB48 Team SH的舞蹈老師。SaM和dindin組成雙人舞蹈團體dS，进行舞蹈教学和编舞工作，並發行〈Don't Fade Away〉與〈Pinky Bubble〉兩支單曲。其他成員也有從事舞蹈教學或編舞的工作。

## 成員
除Takeshi之外，其餘團員部分於華岡藝校畢業。

### 女生
| 姓名           | 出生日期       | 代表色 | 擅長舞風                  | 附註                                                      |
| -------------- | -------------- | ------ | ------------------------- | --------------------------------------------------------- |
| Iris           | 1986年3月13日  | 粉紅色 | Free Style、New Jazz      | 台灣人，團員Sam的表姊，南投縣仁愛鄉泰雅族馬烈霸部落原住民 |
| Lin            | 1986年3月16日  | 紅色   | Free Style、日系Jazz      | 台灣人，四分之一美國人血統，祖父為美國人                  |
| DinDin（叮叮） | 1985年11月25日 | 橙色   | Free Style、Girls Hip-Hop | 團長，台灣人                                              |
| WaWa（娃娃）   | 1985年9月3日   | 黃色   | Hip-Hop、雷鬼、Krump      | 台灣人                                                    |

### 男生
| 姓名                    | 出生日期       | 代表色 | 擅長舞風           | 附註                                                       |
| ----------------------- | -------------- | ------ | ------------------ | ---------------------------------------------------------- |
| Takeshi（原名為喜瀨健） | 1985年3月11日  | 綠色   | Popping、Locking   | 日本沖繩人                                                 |
| Sam（自稱族名為山姆）   | 1987年11月29日 | 藍色   | Hip-Hop、LA Style  | 台灣人，團員Iris的表弟，南投縣仁愛鄉泰雅族馬烈霸部落原住民 |
| Air（原名為林唐玄）     | 1987年2月10日  | 靛色   | LA Style、日系Jazz | 台灣人                                                     |
| Dennis（Hower Chang）   | 1986年7月26日  | 紫色   | Hip-Hop、雷鬼      | 台灣人                                                     |

## 音樂專輯

### 《df1》
2010年4月16日發行
1. overture for df1 (instrumental) - 編曲：陳磊；製作人：林明陽
2. Infinity - OT：To Girl；中文詞：Abbie Yang；詞：Choi Tae-Kyu；曲：JTRAX；編曲：林邁可；製作人：林邁可
3. 戀愛小動作 - 詞：李(女衣)臻、深白色；曲：許郁翎；編曲：魏百謙；製作人：陳子鴻、深白色 (高畫質MV（页面存档备份，存于）)
4. Come on! Come on! - 詞：戚成、游政豪；曲：林邁可；編曲：林邁可；製作人：林邁可 (高畫質MV（页面存档备份，存于）)
5. 迷人的危險 - 詞：姚若龍；曲：張簡君偉、游政豪；編曲：林邁可；製作人：林邁可 (高畫質MV（页面存档备份，存于）)
6. 夜閃 (df女生) - OT：Ready to Freak；中文詞：黃祖蔭；詞：Doris Pearson、Alan Glass；曲：Doris Pearson、Alan Glass；編曲：林邁可；製作人：林邁可
7. 霸道的愛 - 詞：葉蔓、盧文韜；曲：盧文韜；編曲：黃雨勳；製作人：凌偉文
8. 愛Touch - 詞：Abbie Yang；曲：Jae Chong；編曲：Jae Chong；製作人：Jae Chong
9. 第一個黑夜 (df男生) - 詞：游政豪；曲：游政豪；饒舌編寫：Takeshi；編曲：陳磊；製作人：陳磊
10. E.G.B.F. (Everything's Gonna Be Fine) - 詞：曾建豪、Shock!、Skot Suyama；曲：Skot Suyama；編曲：廖偉傑；製作人：阿弟仔
11. BOY MEETS GIRL (MEETS DJ Gomi Remix) - OT：BOY MEETS GIRL；中文詞：曾建豪；詞：小室哲哉；曲：小室哲哉；編曲：Gomi；製作人：林明6466/8786陽

### 《df1》~舞動攝像版~ (Bonus DVD)
(2010年6月4日發行)
1. Come on! Come on! ~English Version~ (SAKOSHIN Remix) - 英語混音版MV；詞：林邁可；曲：林邁可；編曲：SAKOSHIN(Japan)；製作人：SAKOSHIN(Japan)
2. 戀愛小動作 - 完整版MV (導演：黃中平)
3. Come on! Come on! - 完整版MV (導演：呂來慧)
4. 迷人的678/危險 - 完/整58/版MV (導演：徐仁峰)
5. dance flow 出道精彩集/錦

## 外部連結
- Facebook（页面存档备份，存于）

Instagram
- Takeshi的Instagram帳戶
- Sam的Instagram帳戶
- Dennis的Instagram帳戶
- Air的Instagram帳戶
- DinDin的Instagram帳戶
- WaWa的Instagram帳戶
- Iris的Instagram帳戶